# Maxbass
Maxbass es una ciudad ubicada en el condado de Bottineau en el estado estadounidense de Dakota del Norte. En el censo de 2010 tenía una población de 84 habitantes y una densidad poblacional de 195,38 personas por km².

## Geografía
Maxbass se encuentra ubicada en las coordenadas 48°43′21″N 101°8′33″O / 48.72250, -101.14250. Según la Oficina del Censo de los Estados Unidos, Maxbass tiene una superficie total de 0.43 km², de la cual 0.43 km² corresponden a tierra firme y (0%) 0 km² es agua.

## Demografía
Según el censo de 2010, había 84 personas residiendo en Maxbass. La densidad de población era de 195,38 hab./km². De los 84 habitantes, Maxbass estaba compuesto por el 89.29% blancos, el 0% eran afroamericanos, el 1.19% eran amerindios, el 0% eran asiáticos, el 0% eran isleños del Pacífico, el 1.19% eran de otras razas y el 8.33% pertenecían a dos o más razas. Del total de la población el 1.19% eran hispanos o latinos de cualquier raza.